# El Garrobo
El Garrobo er en by og kommune i det sydlige Spanien i provinsen Sevilla. Den har et indbyggertal på 812 (2024) indbyggere.